# August Zöhrer
August Zöhrer (* 27. Juli 1888 in Sarleinsbach; † 1. Juni 1971 in Linz) war ein österreichischer Heimatkundler, Schriftsteller, und Leiter des Kulturamtes am Magistrat der Stadt Linz.

## Leben
August Zöhrer studierte Geschichte und wurde 1912 an der Universität Wien mit der Dissertation „Die Besiedlungsgeschichte des Mühlviertels“ zum Dr. phil. promoviert. Nach Kriegsdienst im Ersten Weltkrieg trat er 1919 in den Dienst beim Magistrat Linz ein, war Leiter des kommunalstatistischen Amtes und initiierte die Einführung des Linzer Stadtarchives. Am 24. Mai 1938 beantragte er die Aufnahme in die NSDAP, wurde rückwirkend zum 1. Mai desselben Jahres aufgenommen (Mitgliedsnummer 6.317.759) und war von 1938 bis 1945 Leiter des städtischen Kulturamtes. 1945 wurde Zöhrer abgesetzt und 1948 pensioniert.
Er verfasste einige wissenschaftliche Publikationen zur Linzer Stadtgeschichte, sowie eine Abhandlung der Geschichte von Sarleinsbach und Aufsätze zum Mühlviertel, weites einige philosophisch-weltanschauliche Schriften.
Zöhrer ist auf dem Bergfriedhof Pöstlingberg begraben.

## Publikationen
- Alt-Linz. Rohrer, Brünn 1942
- Geschichte des Marktes Sarleinsbach. Selbstverlag der Marktgemeinde, Sarleinsbach 1959